# StarOffice
StarOffice, breument conegut com a Oracle Open Office després de ser abandonat el 2011, era un paquet ofimàtic privatiu. Originalment el 1985 el StarWriter de StarDivision, que va ser adquirida per Sun Microsystems el 1999. Sun va ser adquirida per Oracle Corporation el 2010.
StarOffice suporta el format OpenOffice.org XML, així com l'estàndard OpenDocument, i pot generar PDF i Flash formats. Inclou plantilles, una gravadora de macros, i un kit de desenvolupament de programari (SDK).
El codi font d'aquest paquet ofimàtic va ser llençat al Juliol de 2000, creant programari lliure, aquest programari lliure va ser anomenat OpenOffice.org, que les versions posteriors de StarOffice van basar-se en, amb components propietaris.
Al Març de 2009, un estudi va mostrar que StarOffice només tenia un 3% quota de mercat al mercat corporatiu.
A l'Abril de 2011, Oracle va anunciar la discontinuacó de part d'Oracle Open Office va ser una part de la decisió per començar OpenOffice.org dins d'un "projecte comunitari".

## Història
StarWriter 1.0 va ser escrit per Marco Börries el 1985 per Zilog Z80. Börries va formar StarDivision a Lüneburg l'any següent. Més tard va portar-lo a l'Amstrad CPC. Després, la integració del següent programa individual com el desenvolupament progressiu per un paquet ofimàtic per DOS, IBM OS/2 Warp, i pel sistema operatiu Microsoft Windows. A partir d'aquest moment en endavant StarDivision comercialitza la seva gamma sota el nom de "StarOffice" 
Fins a la versió 4.2, StarDivision basat StarOffice en multiplataforma, C++, llibreria de classes StarView. El 1998 StarDivision va oferir StarOffice gratuïtament.
Sun Microsystems va adquirir la companyia, amb drets de autor i marca comercial de StarOffice el 1999 per Plantilla:USD, ja que suposadament era més barat que 42,000 llicencies de Microsoft Office.

## Nombrament
StarSuite, la versió de StarOffice Asiàtica, inclouria Japonès, Coreà, Xinès Simplificat i el Xinès tradicional. També inclou fonts addicionals per al mercat d'Àsia Oriental, que resulta en una mica més gran petjada d'instal·lació. Altrament, les característiques són idèntiques a StarOffice.
Les dues marques van existir perquè una marca StarOffice era propietat d'una altra empresa en alguns països asiàtics. Actualment NEC produeix StarOffice programari de col·laboració al Japó. Després Sun Microsystems va ser adquirida per Oracle (al gener de 2010) va ser reanomenat per StarOffice i StarSuite per "Oracle Open Office".

## Sun ONE Webtop
El 2001, Sun Microsystems va anunciar Sun ONE Webtop - anteriorment conegut com a StarPortal - un llançament limitat. Es basa en components de StarOffice.

## Components
- Oracle Open Office Writer – Processador de textos.sdw (StarWriter 5.x) .sxw (StarOffice 6.x) .odt .ott -arxius
- Oracle Open Office Calc – Full de càlcul.sdc (StarCalc 5.x) .sxc (6.x) .ods .ots -arxius
- Oracle Open Office Impress – Programa de presentació.sdd (StarImpress 5.x) .sxi (6.x) .odp .otp -arxius
- Oracle Open Office Draw – Programa de dibuix.sda (StarDraw 5.x) .sxd (6.x) .odg .otg -arxius
- Oracle Open Office Base  – Base de dades.sdb (StarBase 5.x) .odb -arxius
- Oracle Open Office Math – Fórmula generator .smf (StarMath 5.x) .sxm (6.x) .odf -arxius

### Components majors discontinuats
- StarSchedule – gestor d'informació personal.sds -files
- StarMail – client de correu
- StarDiscussion – client de notícies
- StarImage – editor d'imatges[12]
- Web browser – Cercador Web[13][14]
- HTML editor – Editor HTML[13]

### Components privatius
- Diferents fontsUnicode compatibles que contenen representacions de mapa de bits per a un millor aspecte en mides de font més petits
- Dotze fonts occidentals (incloent Andalé Sans, Arial Narrow, Arial Black, Broadway, Garamond, Imprint MT Shadow, Kidprint, Palace Script, Sheffield) i set fonts d'idiomes i asiàtics (incloent suport per al joc de caràcters complementari de Hong Kong)
- Adabas D base de dades
- Només StarOffice plantilles i documents d'exemple
- Una galeria d'imatges predissenyades
- Classificació funcionalitat per a les versions asiàtiques
- Filtres d'arxius i importació de formats de processament de textos majors complementària (inclosos elsEBCDIC, DisplayWrite, MultiMate, PFS Write, WordStar, WordStar 2000, i XyWrite (filtres de conversió amb llicència de MasterSoft)
- Un corrector diferent que la utilitzada per OpenOffice.org, i thesaurus
- StarOffice Configuration Manager
- Convertidor Macro per convertir Microsoft OfficeVB Marcos per StarOffice Basic

Per només StarOffice Enterprise Edition:
- Assistent d'Anàlisi Professional
- Assistent per crear arxius de transformació de Microsoft Windows Installer(.mst files)

### Altres diferències
També hi ha diferències en les opcions de documentació, formació i suport, i algunes petites diferències en l'aspecte i icones entre Oracle Open Office i OpenOffice.org.
Altres diferències són que StarOffice només admet 12 idiomes, comparat a més de 110 per OpenOffice.org.

## Història de versions
| Versioó                | Release date | OOo versioó | Descriptio |
| ---------------------- | ------------ | ----------- | --- |
| 1.0                    | 1985         |             | StarWriter per DOS.                                                                                           |
| 2.0                    | 1994         |             | StarWriter, StarCalc i StarBase per Windows 3.1.                                                              |
| 3.0                    | 1995         |             | StarWriter, StarCalc, StarDraw, StarImage, StarChart. DOS, Windows 3.1, OS/2, Solaris SPARC, Power Macintosh. |
| 3.1                    | 1996-07      |             | Primer suport per a Linux.                                                                                    |
| 4.0                    | 1997         |             | |
| 5.0                    | 1998-11      |             | |
| 5.1                    | 1999-05-20   |             | |
| 5.2                    | 2000-06-20   |             | Primera versió de Sun.                                                                                        |
| 6.0                    | 2002-05      | 1.0         | |
| 7.0                    | 2003-11-14   | 1.1-2.4     | |
| 8.0                    | 2005-09-27   | 2.0-2.4     | |
| 9.0                    | 2008-11-17   | 3.0-3.2     | |
| Oracle Open Office 3.3 | 2010-12-15   | 3.3 beta    | Última versió.                                                                                                |

### StarOffice 1.0
El primer paquet de StarOffice inclou StarWriter compact, StarBase 1.0, StarDraw 1.0.
Suportar per DOS.

### StarOffice 3
StarOffice 3.0 included StarWriter 3.0, StarCalc 3.0, StarDraw 3.0, StarImage, StarChart.
Suportat per DOS, Windows 3.1, OS/2, Solaris Sparc. El suport per a Power Mac beta va ser introduït el 1996.

#### 3.1
Suportat per Windows 3.1/95, OS/2 (16-bit), Linux i386, Solaris Sparc/x86, Mac OS 7.5 – 8.0.

### StarOffice 4.0
Suportat per Windows 3.1/95, OS/2, Linux i386, Solaris Sparc/x86, Mac OS (beta).

### StarOffice 5
5.0 va ser llençat el Novembre de 1998. Suportat per Windows 95/NT 3.51, OS/2, Linux i386, Solaris Sparc/x86.

#### 5.1
5.1 va ser llançat el 20 de maig de 1999. Suportat per Windows 95, OS/2, Linux i386, Solaris Sparc/x86.

#### 5.2
5.2 va ser llençat el 20 de juny del 2000. Sun va oferir StarOffice 5.2 gratuït per ús personal, i aviat va ser a través d'un exercici similar a Netscape renovant llicencies a Mozilla, per l'alliberament de la major part del codi font de StarOffice sota una llicencia de programari lliure. El resultat del gratuit/obert codi font del programari van continuar el desenvolupament com OpenOffice.org, amb contribucions de Sun i la comunitat OpenOffice.org més ampli. Sun després va prendre "instantànies" de la base de codi de OpenOffice.org, mòduls de codi propietari i de tercers integrats i comercialitza el paquet comercialment.
StarOffice 5.2 va ser l'última versió que conté els programes enumerats en Components Major descatalogats. Va ser també l'última versió compatible amb múltiples escriptoris virtuals, prèviament disponibles des de dins del paquet.
Plataformes suportades : Windows 95/98/NT/2000; Linux i386; Solaris Sparc/x86.

### StarOffice 6
La versió beta de la 6.0 (basada en OpenOffice.org 638c) va ser llençada el 2001; la versió final de la 6.0 (basat en OpenOffice.org 1.0) va ser llençat al Maig de 2002.
Suporta el format d'arxiu de OpenOffice.org XML.
Les plataformes suportades inclouen a Windows 95, Linux i386, Solaris Sparc/x86. La versió de l'OpenOffice.org també suportava Windows ME/2000 per les versions Asiàtiques, Linux 2.2.13 amb glibc2 2.1.3, Solaris 7 SPARC (8 per la versió Asiàtica).

### StarOffice 7
Basat en OpenOffice.org 1.1. Va ser llençat el 14 de novembre de 2003.
Suport per les plataformes Windows 98, Linux i386, Solaris 8 Sparc/x86. La versió de l'OpenOffice.org també suporta Linux genèric amb Glibc 2.2.0, Mac OS X 10.2 per PowerPC amb X11.
L'actualització 5 afegeix el suport per a Windows NT 4.0 incorporant suport per a documents OpenDocument.
Les actualitzacions 6-8 basades en OpenOffice.org 2.1. La versió afegeix suport a Mac OS X 10.3 per a PowerPC, i Mac OS X 10.4 per x86.
Les actualitzacions 9-11 basades en OpenOffice.org 2.2. Afegeix noves característiques, com la integració per a Windows Vista i l'exportació a PDF.
L'actualització 12 basada en OpenOffice.org 2.4. La versió OOO inclou suport per a Linux x86-64, Linux MIPS, Linux S390, Mac OS X x86/PPC de la versió 10.4. Les noves característiques inclouen la millora de l'entrada i la classificació en Calc, marques de bloc en els documents de text, nou filtrat d'importació, la millora de la seguretat, l'accés a servidors a través d'HTTPS i exportació de PDF per arxivar a llarg termini.

### StarOffice 8
Sun va llançar StarOffice 8 (basat en el codi de l'OpenOffice.org 2.0) el 27 setembre 2005, adding support for the OpenDocument standard and a number of improvements.
Plataformes compatibles inclouen Windows 98/2000 (Service Pack 2 o superior), Linux i386, Solaris Sparc 8 / x86.
Actualitzacions de productes 2-5 es basen en OpenOffice.org 2.1.
Actualitzacions de productes 6-7 es basen en OpenOffice.org 2.2. Les noves característiques inclouen la integració de Windows Vista, exportació a PDF millorada.
Actualitzacions de productes 8-9 es basen en OpenOffice.org 2.3. Les noves característiques inclouen suport de favorits per a exportació a PDF, MediaWiki exportació en Writer.
Actualitzacions de productes de 10 a 11 es basen en OpenOffice.org 2.4. Les noves característiques inclouen la millora de l'entrada i la classificació en Calc, marques de bloc en documents de text, nou filtre d'importació, la millora de la seguretat, l'accés als servidors WebDAV a través d'HTTPS, exportació a PDF per arxivar a llarg termini.

### StarOffice 9
StarOffice 9, llançat 17 novembre 2008, major suport per a la versió 1.2 de l'estàndard OpenDocument i Microsoft Office 2007 arxius i una sèrie d'altres millores.
Es basa en OpenOffice.org 3.0.
Plataformes compatibles inclouen Windows 2000 (Service Pack 2 o superior), Mac OS X 10.4 (versió Intel), Linux 2.4 i386 amb la versió glibc2 2.3.2 o superior, versió GTK 2.2.0 o superior, Solaris 10 per Sparc / x86. OOO versió compatible amb Mac OS X PPC, plataformes genèriques Linux.
Actualització del producte 1 es basa en OpenOffice.org 3.0.1, que afegeix millorat gestor d'extensions, però requereix extensions en el nou format
Actualització del producte 2 es basa en OpenOffice.org 3.1.0
Actualització del producte 3 es basa en OpenOffice.org 3.1.1
Actualització del producte abril es basa en OpenOffice.org 3.2

### Oracle Open Office
Adquisició de Sun per Oracle el gener de 2010 i ràpidament rebatejat StarOffice com Oracle Open Office.
El 15 de desembre de 2010, Oracle va llançar Oracle Open Office 3.3, basat en OpenOffice.org 3.3 beta i una versió basada en web anomenat  Oracle Cloud Office . The suite was released in two versions, sold at 39 € and 49.95 €.

## Preus i llicències
Tradicionalment, les llicències StarOffice es va vendre per al voltant $70, però en 2004, Sun planeja oferir llicències per subscripció per als clients japonesos per al voltant 1,980¥ ($17) per any (Becker, 2004). P. Ulander, un gerent de productes d'escriptori de Sun, va reconèixer que Sun planeja ampliar llicències per subscripció per a altres països també.A 2009La pàgina web de Sun va oferir StarOffice per $34.95.
Sun utilitza una llicència per persona per StarOffice, en comparació amb les llicències per dispositiu utilitzat per a la majoria dels altres programari propietari. Un comprador individu guanya el dret d'instal·lar el programari en fins a cinc ordinadors. Per exemple, el propietari d'una petita empresa pot tenir el programari a l'ordinador portàtil, oficina i ordinadors domèstics, o un usuari amb un equip que executa Microsoft Windows, Linux i un altre corrent, pot instal·lar StarOffice en els dos equips.
El 2010 programari de StarOffice 9 ja no s'ofereix de franc als clients d'educació, però StarOffice 8 encara podia ser utilitzat sense cap cost. La lliure OpenOffice.org 3.0, amb la mateixa funcionalitat que StarOffice 9, podria també ser utilitzada. Sun també ofereix formació basada en web gratuït i un tutorial en línia per a estudiants i professors, serveis de suport gratuïts per als mestres (incloent plantilles educatives per a StarOffice) i suport tècnic descompte significatiu per a les escoles.
A partir d'agost de 2007 de novembre de 2008, Google va oferir StarOffice 8 com a part de la seva aplicació de descàrrega gratuïta de Google Pack.

## Derivats

Una cronologia dels principals derivats de l'StarOffice i OpenOffice.org fins a 2013.

OpenOffice.org era de codi obert, i va donar lloc a moltes versions de derivats i projectes successors a StarOffice. A partir de 2014, Apache OpenOffice, LibreOffice iNeoOffice romàs.